# Felsőkörtvélyes (Szlovákia)
Felsőkörtvélyes (szlovákul: Vyšný Hrušov) község Szlovákiában, az Eperjesi kerület Homonnai járásában.

## Fekvése
Homonnától 12 km-re északkeletre, az Alacsony-Beszkidek déli részén, az Udava-patak jobb partján fekszik.

## Története
1426-ban még a korábban elpusztult Kékszeg falu állt ezen a helyen.
1543-ban „Kerthuilyes” alakban említik először, a 17. századig a Drugethek homonnai uradalmához tartozott. 1548-ban „Russo”, később „Hrusso” alakban szerepel okiratokban. 1582-ben a község 6 és fél porta után adózott. 1600-ban 13 parasztház és 3 soltészház állt a faluban. 1715-ben 14 háztartása volt. Régi temploma 1757-ben épült, először torony nélkül. Felsőkörtvélyes néven 1773-ban szerepel először, ekkor pestisjárvány pusztított a községben, melynek 47 lakos esett áldozatul. A templomhoz 1778-ban építették hozzá a tornyát. A templom 200 évig szolgálta a híveket, mikor is újat építettek helyette. A falu a 18. században a Csákyaké, majd az Andrássyaké, akik a 20. századig birtokolták.
A 18. század végén Vályi András így ír róla: „Felső Körtvélyes. Tót falu Zemplén Várm. földes Ura G. Csáky Uraság, lakosai katolikusok, és ó hitűek, fekszik Agyidóczhoz, és Rovnához is 1/2 órányira, hegyes, és agyagos határja három nyomásbéli, gabonát, és zabot középszerűen, búzát és árpát tsekélyebben terem, erdeje vagyon, réttye kevés, piatza Homonnán.”
1831-ben kolerajárvány sújtotta, melynek 36 halálos áldozata volt. 1844-ben árvíz pusztított, melyben a templom is súlyos károkat szenvedett.
Fényes Elek 1851-ben kiadott geográfiai szótárában így ír a faluról: „Körtvélyes (Felső), Zemplén vmegyében, tót-orosz falu, Homonnához északra 2 órányira: 299 római, 188 g. kath., 18 zsidó lak. Kat. paroch. templom. 802 h. szántóföld. F. u. gr. Csáky László örökösei.”
1873-ban ismét kolerajárvány dúlt. 1880. július 17-én egy tűzvészben csaknem az egész falu leégett.
Borovszky Samu monográfiasorozatának Zemplén vármegyét tárgyaló része szerint: „Felsőkörtvélyes, tót kisközség. Van 87 háza és 487, nagyobbára róm. kath. vallású lakosa. Postája és vasúti állomása Udva, távírója Homonna. A homonnai uradalom tartozéka volt, de később a sztropkói urak is birtokolták, míg a mult század elején gróf Csáky Antal kezébe került. Most gróf Andrássy Gézának van itt nagyobb birtoka. Róm. kath. templomát 1756-ban kezdték építeni, de csak húsz évvel később fejezték be. 1873-ban a kolera dühöngött a községben. Ide tartozik a Podsvinszki-major is. Felsőkörtvélyes tájára helyezik némelyek az elpusztult Kékszeg községet, mely 1426-ban Kekzegh alakban említtetik.”
1920 előtt Zemplén vármegye Homonnai járásához tartozott.

## Népessége
| Év:            | 1994. | 2004.   | 2014.   | 2024.   |
| -------------- | ----- | ------- | ------- | ------- |
| Emberek száma: | 446   | 467     | 489     | 459     |
| Eltérés:       |       | +4,70 % | +4,71 % | -6,13 % |

| Év:            | 2023. | 2024.   |
| -------------- | ----- | ------- |
| Emberek száma: | 465   | 459     |
| Eltérés:       |       | -1,29 % |

1910-ben 489, túlnyomórészt szlovák lakosa volt.
2001-ben 466 lakosából 441 szlovák volt.
2011-ben 462 lakosából 379 szlovák és 70 roma.

## Nevezetességei
- Szent Péter és Pál tiszteletére szentelt római katolikus temploma 1978-ban épült.